# 新和镇 (新和县)
新和镇，是中华人民共和国新疆维吾尔自治区阿克苏地区新和县下辖的一个乡镇级行政单位。

## 行政区划
新和镇下辖以下地区：
托克苏社区、热斯坦社区、新城社区、尤鲁都斯阔恰社区、琼阔恰社区、艾提古丽居社区、托克苏村、尤鲁都斯阔恰村和琼阔恰村。